# Angustinema nudum
Angustinema nudum är en rundmaskart som beskrevs av Nathan Augustus Cobb 1933. Angustinema nudum ingår i släktet Angustinema och familjen Oxystominidae. Inga underarter finns listade i Catalogue of Life.